# De muziekles
De muziekles is een schilderij van de Hollandse meester Johannes Vermeer.
Op het schilderij is een meisje afgebeeld dat op een virginaal speelt. Het afgebeelde virginaal is gemaakt door Andreas Ruckers.

## Eigenaren
Het schilderij maakte op 16 mei 1696 deel uit van de Dissiusveiling. Waarschijnlijk was het schilderij door Pieter van Ruijven van Vermeer gekocht. Na de dood van Van Ruijven en zijn vrouw ging het schilderij waarschijnlijk over op hun dochter, Magdalena van Ruijven, en haar man, Jacob Dissius. Op de Dissiusveiling werd het doek voor 80 gulden verkocht, aan wie is onbekend. In 1718 was de Italiaanse schilder Gianantonio Pellegrini in Nederland, via hem belandde het schilderij in Italië. Na de dood van Pellegrini werd het schilderij door Joseph Smith gekocht.
In 1762 werd de hele collectie van Joseph Smith verkocht aan George III. Het werk werd bij die koop toegeschreven aan Frans van Mieris (I). Sindsdien is het doek onderdeel van de koninklijke kunstcollectie van het Britse vorstenhuis.